# Saison NBA 2004-2005
Navigation
Saison 2003-2004 Saison 2005-2006
La saison NBA 2004-2005 est la 56e saison de la NBA (la 59e en comptant les 3 saisons de BAA). Elle commence le 2 novembre 2004 et se termine le 20 avril 2005. La saison se termine sur la victoire des San Antonio Spurs face aux tenants du titre, les Detroit Pistons, 4 victoires à 3.

## Faits notables
- La NBA fait son retour à Charlotte. Les Charlotte Bobcats deviennent la 30e franchise NBA. Ils jouent leur première saison au Charlotte Coliseum.
- La ligue est cette année, pour la première fois, divisée en 6 divisions de 5 équipes. Elle était avant organisée en 4 divisions contenant un nombre variable d'équipes.
- Le NBA All-Star Game se joue le 20 février 2005 au Pepsi Center de Denver. L'Est l'emporte 125-115, emmené par le Most Valuable Player de la rencontre, le 76er Allen Iverson.
- Lors du All-Star Weekend, Quentin Richardson remporte le Three-Point Shootout (concours de tirs à trois points), Steve Nash le Skills Challenge (concours du joueur le plus complet), et Diana Taurasi, Dan Majerle et Shawn Marion la Shooting Stars Competition (concours de shoot rassemblant dans une équipe un joueur NBA, une joueuse de la franchise WNBA correspondante et un ancien joueur de l'équipe). Amare Stoudemire échoue en finale du Slam Dunk Contest (concours de dunks) et empêche aux Phoenix Suns de remporter tous les trophées possibles.
- Avant le début de la saison, Shaquille O'Neal est transféré au Miami Heat, après sa querelle avec son coéquipier à Los Angeles, Kobe Bryant. Les observateurs, après la victoire en 2004 des Pistons, disent que c'est la fin de la domination de la conférence Ouest.
- Les Memphis Grizzlies jouent cette année au FedExForum.
- Le 19 novembre 2004, un match entre Détroit et Indiana tourne à la bagarre générale au Palace of Auburn Hills à 45 secondes de la fin. Joueurs et fans se mêlent dans un carnage qui laisse le monde du basket-ball sans voix. Les punitions sont des records, la plus lourde étant celle de Ron Artest, à qui David Stern interdit l'accès aux arènes NBA (même en tant que spectateur) jusqu'à la fin de la saison (73 matches), ainsi que durant les playoffs. C'est aussi depuis ce jour-là que la sécurité policière a été augmentée dans les arènes NBA, réputées jusque-là pour leur ambiance bon enfant.
- Allen Iverson remporte son quatrième titre de meilleur marqueur d'une saison NBA, il égale désormais George Gervin et se classe derrière Michael Jordan (10) et Wilt Chamberlain (7).

## Classement final
Les huit premiers de chaque conférence sont qualifiés pour les playoffs.
| Champion de division | Qualifié pour les playoffs | Non qualifié pour les playoffs |

### Par division
| Division Atlantique   | V  | D  | PCT  | GB |
| --------------------- | -- | -- | ---- | -- |
| Celtics de Boston     | 45 | 37 | 54.9 | -  |
| 76ers de Philadelphie | 43 | 39 | 52.4 | 2  |
| Nets du New Jersey    | 42 | 40 | 51.2 | 3  |
| Knicks de New York    | 33 | 49 | 40.2 | 12 |
| Raptors de Toronto    | 33 | 49 | 40.2 | 12 |

| Division Centrale      | V  | D  | PCT  | GB |
| ---------------------- | -- | -- | ---- | -- |
| Pistons de Détroit     | 54 | 28 | 65.9 | -  |
| Bulls de Chicago       | 47 | 35 | 57.3 | 7  |
| Pacers de l'Indiana    | 44 | 38 | 53.7 | 10 |
| Cavaliers de Cleveland | 42 | 40 | 51.2 | 12 |
| Bucks de Milwaukee     | 30 | 52 | 36.6 | 24 |

| Division Sud-Est      | V  | D  | PCT  | GB |
| --------------------- | -- | -- | ---- | -- |
| Heat de Miami         | 59 | 23 | 72.0 | -  |
| Wizards de Washington | 45 | 37 | 54.9 | 14 |
| Magic d'Orlando       | 36 | 46 | 43.9 | 23 |
| Bobcats de Charlotte  | 18 | 64 | 22.0 | 41 |
| Hawks d'Atlanta       | 13 | 69 | 15.9 | 46 |

| Division Nord-Ouest       | V  | D  | PCT  | GB |
| ------------------------- | -- | -- | ---- | -- |
| SuperSonics de Seattle    | 52 | 30 | 63.4 | -  |
| Nuggets de Denver         | 49 | 33 | 59.8 | 3  |
| Timberwolves du Minnesota | 44 | 38 | 53.7 | 8  |
| Trail Blazers de Portland | 27 | 55 | 32.9 | 25 |
| Jazz de l'Utah            | 26 | 56 | 31.7 | 26 |

| Division Pacifique       | V  | D  | PCT  | GB |
| ------------------------ | -- | -- | ---- | -- |
| Suns de Phoenix          | 62 | 20 | 75.6 | -  |
| Kings de Sacramento      | 50 | 32 | 61.0 | 12 |
| Clippers de Los Angeles  | 37 | 45 | 45.1 | 25 |
| Lakers de Los Angeles    | 34 | 48 | 41.5 | 28 |
| Warriors du Golden State | 34 | 48 | 41.5 | 28 |

| Division Sud-Ouest             | V  | D  | PCT  | GB |
| ------------------------------ | -- | -- | ---- | -- |
| Spurs de San Antonio C         | 59 | 23 | 72.0 | -  |
| Mavericks de Dallas            | 58 | 24 | 70.7 | 1  |
| Rockets de Houston             | 51 | 31 | 62.2 | 8  |
| Grizzlies de Memphis           | 45 | 37 | 54.9 | 14 |
| Hornets de la Nouvelle-Orléans | 18 | 64 | 22   | 41 |

### Par conférence
| Conférence Est | Conférence Est         | Conférence Est | Conférence Est | Conférence Est |
| No             | Franchise              | Vic.           | Déf.           | PCT            |
| -------------- | ---------------------- | -------------- | -------------- | -------------- |
| 1              | Heat de Miami          | 59             | 23             | 72.0           |
| 2              | Pistons de Détroit     | 54             | 28             | 65.9           |
| 3              | Celtics de Boston      | 45             | 37             | 54.9           |
| 4              | Bulls de Chicago       | 47             | 35             | 57.3           |
| 5              | Wizards de Washington  | 45             | 37             | 54.9           |
| 6              | Pacers de l'Indiana    | 44             | 38             | 53.7           |
| 7              | 76ers de Philadelphie  | 43             | 39             | 52.4           |
| 8              | Nets du New Jersey     | 42             | 40             | 51.2           |
|                |                        |                |                |                |
| 9              | Cavaliers de Cleveland | 42             | 40             | 51.2           |
| 10             | Magic d'Orlando        | 36             | 46             | 43.9           |
| 11             | Knicks de New York     | 33             | 49             | 40.2           |
| 12             | Raptors de Toronto     | 33             | 49             | 40.2           |
| 13             | Bucks de Milwaukee     | 30             | 52             | 36.6           |
| 14             | Bobcats de Charlotte   | 18             | 64             | 22.0           |
| 15             | Hawks d'Atlanta        | 13             | 69             | 15.9           |

| Conférence Ouest | Conférence Ouest               | Conférence Ouest | Conférence Ouest | Conférence Ouest |
| No               | Franchise                      | Vic.             | Déf.             | PCT              |
| ---------------- | ------------------------------ | ---------------- | ---------------- | ---------------- |
| 1                | Suns de Phoenix                | 62               | 20               | 75.6             |
| 2                | Spurs de San Antonio C         | 59               | 23               | 72.0             |
| 3                | SuperSonics de Seattle         | 52               | 30               | 63.4             |
| 4                | Mavericks de Dallas            | 58               | 24               | 70.7             |
| 5                | Rockets de Houston             | 51               | 31               | 62.2             |
| 6                | Kings de Sacramento            | 50               | 32               | 61.0             |
| 7                | Nuggets de Denver              | 49               | 33               | 59.8             |
| 8                | Grizzlies de Memphis           | 45               | 37               | 54.9             |
|                  |                                |                  |                  |                  |
| 9                | Timberwolves du Minnesota      | 44               | 38               | 53.7             |
| 10               | Clippers de Los Angeles        | 37               | 45               | 45.1             |
| 11               | Lakers de Los Angeles          | 34               | 48               | 41.5             |
| 12               | Warriors du Golden State       | 34               | 48               | 41.5             |
| 13               | Trail Blazers de Portland      | 27               | 55               | 32.9             |
| 14               | Jazz de l'Utah                 | 26               | 56               | 31.7             |
| 15               | Hornets de la Nouvelle-Orléans | 18               | 64               | 22               |

C - Champions NBA

## Playoffs
|  | 1er tour         | 1er tour              | 1er tour              |   |                        | Demi-finales de Conférence | Demi-finales de Conférence | Demi-finales de Conférence |  |   | Finales de Conférence | Finales de Conférence | Finales de Conférence |  |    | Finales NBA        | Finales NBA | Finales NBA |
|  |                  |                       |                       |   |                        |                            |                            |                            |  |   |                       |                       |                       |  |    |                    |             |             |
|  | 1                | Heat de Miami         | 4                     |   |                        |                            |                            |                            |  |   |                       |                       |                       |  |    |                    |             |             |
|  | 8                | Nets du New Jersey    | 0                     |   |                        |                            |                            |                            |  |   |                       |                       |                       |  |    |                    |             |             |
|  | 8                | Nets du New Jersey    | 0                     |   | 1                      | Heat de Miami              | 4                          |                            |  |   |                       |                       |                       |  |    |                    |             |             |
|  |                  |                       |                       |   | 1                      | Heat de Miami              | 4                          |                            |  |   |                       |                       |                       |  |    |                    |             |             |
|  |                  | 5                     | Wizards de Washington | 0 |                        |                            |                            |                            |  |   |                       |                       |                       |  |    |                    |             |             |
|  | 4                | 5                     | Wizards de Washington | 0 | Bulls de Chicago       | 2                          |                            |                            |  |   |                       |                       |                       |  |    |                    |             |             |
|  | 4                |                       |                       |   | Bulls de Chicago       | 2                          |                            |                            |  |   |                       |                       |                       |  |    |                    |             |             |
|  | 5                | Wizards de Washington | 4                     |   |                        |                            |                            |                            |  |   |                       |                       |                       |  |    |                    |             |             |
|  | 5                | Wizards de Washington | 4                     |   |                        |                            |                            |                            |  | 1 | Heat de Miami         | 3                     |                       |  |    |                    |             |             |
|  | Conférence Est   |                       |                       |   |                        |                            |                            |                            |  | 1 | Heat de Miami         | 3                     |                       |  |    |                    |             |             |
|  |                  | 2                     | Pistons de Détroit    | 4 |                        |                            |                            |                            |  |   |                       |                       |                       |  |    |                    |             |             |
|  | 3                | 2                     | Pistons de Détroit    | 4 | Celtics de Boston      | 3                          |                            |                            |  |   |                       |                       |                       |  |    |                    |             |             |
|  | 3                |                       |                       |   | Celtics de Boston      | 3                          |                            |                            |  |   |                       |                       |                       |  |    |                    |             |             |
|  | 6                | Pacers de l'Indiana   | 4                     |   |                        |                            |                            |                            |  |   |                       |                       |                       |  |    |                    |             |             |
|  | 6                | Pacers de l'Indiana   | 4                     |   | 6                      | Pacers de l'Indiana        | 2                          |                            |  |   |                       |                       |                       |  |    |                    |             |             |
|  |                  |                       |                       |   | 6                      | Pacers de l'Indiana        | 2                          |                            |  |   |                       |                       |                       |  |    |                    |             |             |
|  |                  | 2                     | Pistons de Détroit    | 4 |                        |                            |                            |                            |  |   |                       |                       |                       |  |    |                    |             |             |
|  | 2                | 2                     | Pistons de Détroit    | 4 | Pistons de Détroit     | 4                          |                            |                            |  |   |                       |                       |                       |  |    |                    |             |             |
|  | 2                |                       |                       |   | Pistons de Détroit     | 4                          |                            |                            |  |   |                       |                       |                       |  |    |                    |             |             |
|  | 7                | 76ers de Philadelphie | 1                     |   |                        |                            |                            |                            |  |   |                       |                       |                       |  |    |                    |             |             |
|  | 7                | 76ers de Philadelphie | 1                     |   |                        |                            |                            |                            |  |   |                       |                       |                       |  | E2 | Pistons de Détroit | 3           |             |
|  |                  |                       |                       |   |                        |                            |                            |                            |  |   |                       |                       |                       |  | E2 | Pistons de Détroit | 3           |             |
|  |                  | W2                    | Spurs de San Antonio  | 4 |                        |                            |                            |                            |  |   |                       |                       |                       |  |    |                    |             |             |
|  | 1                | W2                    | Spurs de San Antonio  | 4 | Suns de Phoenix        | 4                          |                            |                            |  |   |                       |                       |                       |  |    |                    |             |             |
|  | 1                |                       |                       |   | Suns de Phoenix        | 4                          |                            |                            |  |   |                       |                       |                       |  |    |                    |             |             |
|  | 8                | Grizzlies de Memphis  | 0                     |   |                        |                            |                            |                            |  |   |                       |                       |                       |  |    |                    |             |             |
|  | 8                | Grizzlies de Memphis  | 0                     |   | 1                      | Suns de Phoenix            | 4                          |                            |  |   |                       |                       |                       |  |    |                    |             |             |
|  |                  |                       |                       |   | 1                      | Suns de Phoenix            | 4                          |                            |  |   |                       |                       |                       |  |    |                    |             |             |
|  |                  | 4                     | Mavericks de Dallas   | 2 |                        |                            |                            |                            |  |   |                       |                       |                       |  |    |                    |             |             |
|  | 4                | 4                     | Mavericks de Dallas   | 2 | Mavericks de Dallas    | 4                          |                            |                            |  |   |                       |                       |                       |  |    |                    |             |             |
|  | 4                |                       |                       |   | Mavericks de Dallas    | 4                          |                            |                            |  |   |                       |                       |                       |  |    |                    |             |             |
|  | 5                | Rockets de Houston    | 3                     |   |                        |                            |                            |                            |  |   |                       |                       |                       |  |    |                    |             |             |
|  | 5                | Rockets de Houston    | 3                     |   |                        |                            |                            |                            |  | 1 | Suns de Phoenix       | 1                     |                       |  |    |                    |             |             |
|  | Conférence Ouest |                       |                       |   |                        |                            |                            |                            |  | 1 | Suns de Phoenix       | 1                     |                       |  |    |                    |             |             |
|  |                  | 2                     | Spurs de San Antonio  | 4 |                        |                            |                            |                            |  |   |                       |                       |                       |  |    |                    |             |             |
|  | 3                | 2                     | Spurs de San Antonio  | 4 | SuperSonics de Seattle | 4                          |                            |                            |  |   |                       |                       |                       |  |    |                    |             |             |
|  | 3                |                       |                       |   | SuperSonics de Seattle | 4                          |                            |                            |  |   |                       |                       |                       |  |    |                    |             |             |
|  | 6                | Sacramento Kings      | 1                     |   |                        |                            |                            |                            |  |   |                       |                       |                       |  |    |                    |             |             |
|  | 6                | Sacramento Kings      | 1                     |   | 3                      | SuperSonics de Seattle     | 2                          |                            |  |   |                       |                       |                       |  |    |                    |             |             |
|  |                  |                       |                       |   | 3                      | SuperSonics de Seattle     | 2                          |                            |  |   |                       |                       |                       |  |    |                    |             |             |
|  |                  | 2                     | Spurs de San Antonio  | 4 |                        |                            |                            |                            |  |   |                       |                       |                       |  |    |                    |             |             |
|  | 2                | 2                     | Spurs de San Antonio  | 4 | Spurs de San Antonio   | 4                          |                            |                            |  |   |                       |                       |                       |  |    |                    |             |             |
|  | 2                |                       |                       |   | Spurs de San Antonio   | 4                          |                            |                            |  |   |                       |                       |                       |  |    |                    |             |             |
|  | 7                | Nuggets de Denver     | 1                     |   |                        |                            |                            |                            |  |   |                       |                       |                       |  |    |                    |             |             |

### Premier tour

#### Conférence Est
- Miami Heat - New Jersey Nets 4-0
- Washington Wizards - Chicago Bulls 4-2
- Indiana Pacers - Celtics de Boston 4-3
- Detroit Pistons - Philadelphia 76ers 4-1

#### Conférence Ouest
- Phoenix Suns - Memphis Grizzlies 4-0
- Dallas Mavericks - Houston Rockets 4-3
- Seattle SuperSonics - Sacramento Kings 4-1
- San Antonio Spurs - Denver Nuggets 4-1

### Demi-finales de Conférence

#### Conférence Est
- Miami Heat - Washington Wizards 4-0
- Detroit Pistons - Indiana Pacers 4-2

#### Conférence Ouest
- Phoenix Suns - Dallas Mavericks 4-2
- San Antonio Spurs  - Seattle SuperSonics 4-2

### Finales de Conférence

#### Conférence Est
- Detroit Pistons - Miami Heat 4-3

#### Conférence Ouest
- San Antonio Spurs - Phoenix Suns 4-1

### Finales NBA
- San Antonio Spurs - Detroit Pistons 4-3

### Leaders statistiques de la saison régulière
| Catégorie                      | Joueur           | Équipe                    | Statistiques |
| ------------------------------ | ---------------- | ------------------------- | ------------ |
| Points par match               | Allen Iverson    | 76ers de Philadelphie     | 30,7         |
| Rebonds par match              | Kevin Garnett    | Timberwolves du Minnesota | 13,5         |
| Passes par match               | Steve Nash       | Suns de Phoenix           | 11,5         |
| Interceptions par match        | Larry Hughes     | Wizards de Washington     | 2,89         |
| Contres par match              | Andreï Kirilenko | Jazz de l'Utah            | 3,32         |
| Pourcentage aux tirs           | Shaquille O'Neal | Heat de Miami             | 60,0 %       |
| Pourcentage à 3 points         | Fred Hoiberg     | Timberwolves du Minnesota | 48,3 %       |
| Pourcentage aux lancers-francs | Reggie Miller    | Pacers de l'Indiana       | 93,3 %       |

## Récompenses individuelles
- Most Valuable Player : Steve Nash, Phoenix Suns
- Rookie of the Year : Emeka Okafor, Charlotte Bobcats
- Defensive Player of the Year : Ben Wallace, Detroit Pistons
- Sixth Man of the Year  : Ben Gordon, Chicago Bulls
- Most Improved Player : Bobby Simmons, Los Angeles Clippers
- Coach of the Year : Mike D'Antoni, Phoenix Suns
- Executive of the Year : Bryan Colangelo, Phoenix Suns
- NBA Sportsmanship Award : Grant Hill, Orlando Magic
- J.Walter Kennedy Sportsmanship Award: Eric Snow, Cleveland Cavaliers

- All-NBA First Team :
  - F - Tim Duncan, San Antonio Spurs
  - F - Dirk Nowitzki, Dallas Mavericks
  - C - Shaquille O'Neal, Miami Heat
  - G - Allen Iverson, Philadelphia 76ers
  - G - Steve Nash, Phoenix Suns

- All-NBA Second Team :
  - F - LeBron James, Cleveland Cavaliers
  - F - Kevin Garnett, Minnesota Timberwolves
  - C - Amare Stoudemire, Phoenix Suns
  - G - Dwyane Wade, Miami Heat
  - G - Ray Allen, Seattle SuperSonics

- All-NBA Third Team :
  - F - Tracy McGrady, Houston Rockets
  - F - Shawn Marion, Phoenix Suns
  - C - Ben Wallace, Detroit Pistons
  - G - Kobe Bryant, Los Angeles Lakers
  - G - Gilbert Arenas, Washington Wizards

- NBA All-Defensive First Team :
  - C - Ben Wallace, Detroit Pistons
  - F - Kevin Garnett, Minnesota Timberwolves
  - G - Bruce Bowen, San Antonio Spurs
  - F - Tim Duncan, San Antonio Spurs
  - G - Larry Hughes, Washington Wizards

- NBA All-Defensive Second Team :
  - F - Tayshaun Prince, Detroit Pistons
  - C - Marcus Camby, Denver Nuggets
  - G - Chauncey Billups, Detroit Pistons
  - F - Andreï Kirilenko, Utah Jazz
  - G - Jason Kidd, New Jersey Nets (ex æquo)
  - G - Dwyane Wade, Miami Heat (ex æquo)

- NBA All-Rookie First Team :
  - Emeka Okafor, Charlotte Bobcats
  - Dwight Howard, Orlando Magic
  - Ben Gordon, Chicago Bulls
  - Andre Iguodala, Philadelphia 76ers
  - Luol Deng, Chicago Bulls

- NBA All-Rookie Second Team :
  - Nenad Krstic, New Jersey Nets
  - Josh Smith, Hawks d'Atlanta
  - Josh Childress, Hawks d'Atlanta
  - Jameer Nelson, Orlando Magic
  - Al Jefferson, Celtics de Boston

- MVP des Finales : Tim Duncan, San Antonio Spurs